# Caleta Neyt
Die Caleta Neyt (spanisch) ist eine 700 m lange wie breite, von Eiskliffs gesäumte Bucht an der Nordküste von Liège Island im Palmer-Archipel westlich der Antarktischen Halbinsel. Sie liegt in nordost-südwestlicher Ausrichtung rund 1,3 km südöstlich des Moureaux Point.
Chilenische Wissenschaftler benannten sie in Anlehnung an die Benennung des benachbarten Neyt Point. Dessen Namensgeber ist der General Neyt, ein Unterstützer der Belgica-Expedition (1897–1899) unter der Leitung des belgischen Polarforschers Adrien de Gerlache de Gomery.